# امیرحسین عامری
امیرحسین عامری سیاست‌مدار ایرانی بود، که در  دوره بیست و دوم  بعنوان نماینده اردستان در مجلس شورای ملی حضور داشت.